# Valpadana

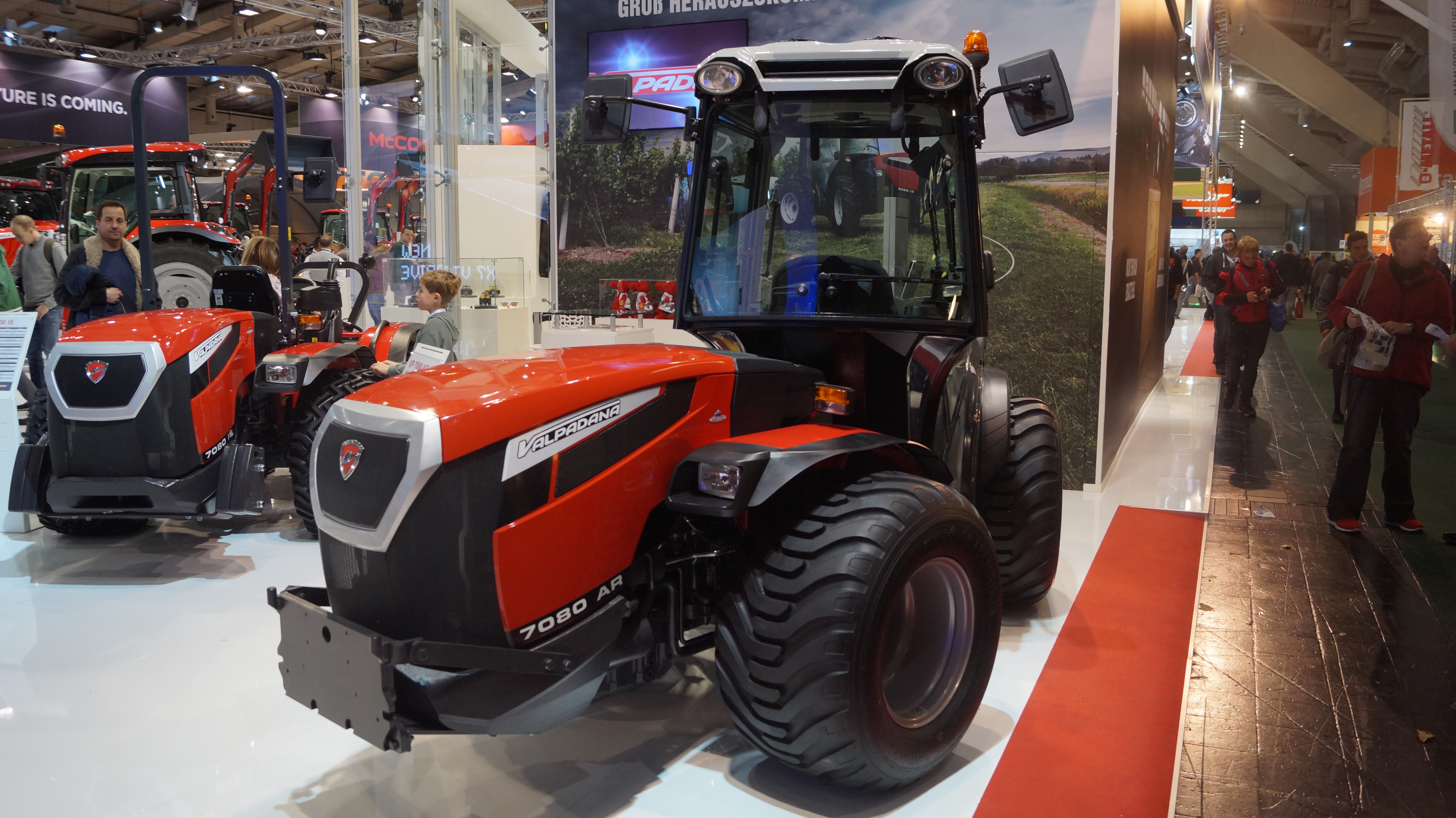
Valpadana 7080 AR mit Knicklenkung, links daneben der Valpadana 7080 IS mit Vorderradlenkung

Valpadana ist eine Traktorenmarke der italienischen Argo Tractors S.p.A. Unter der Marke werden vor allem kleine Traktoren, zum Beispiel für den Obst- und Weinbau angeboten. Die Marke Valpadana wird ausschließlich in Italien genutzt, im Ausland erfolgt der Vertrieb der Traktorenbaureihen unter den Marken Landini oder McCormick.

## Geschichte
1935 gründete die Familie Stefani in San Martino in Rio ein Unternehmen zur Herstellung von Landmaschinen. Zu Beginn wurden Balkenmäher und Einachsschlepper hergestellt. Im Jahr 1960 entwickelte das Unternehmen seinen ersten Traktor mit Allradantrieb. 1966 wurde das Unternehmen SEP gegründet, welches sich auf die Herstellung und den Vertrieb von Mähmaschinen spezialisierte. 1988 folgte die Entwicklung eines Traktor mit drehbarem Fahrersitz.
Im Jahr 1995 wurde Valpadana vom Traktorenhersteller Landini S.p.A. erworben. 2001 benannte sich die SEP S.p.A. in Valpadana S.p.A. um. 2007 wurden die Traktorenhersteller Landini, McCormick und Valpadana in die im Vorjahr neu gegründete Argo Tractors S.p.A. integriert und sind seitdem lediglich Marken des Unternehmens.

## Die aktuellen Baureihen
Der zurzeit stärkste von Valpadana angebotene Traktor ist das Modell 90115 mit einer Maximalleistung von 102 PS.
| Baureihenbezeichnung | Modelle                       | Maximalleistung in kW (PS) | Zylinder (Anzahl) | Hubraum in l      | Leergewicht in kg |
| -------------------- | ----------------------------- | -------------------------- | ----------------- | ----------------- | ----------------- |
| VP 1500              | 1545 – 1555                   | 32 (44) – 37,5 (51)        | 4                 | 2,0 oder 2,2      | 1.460             |
| VP 3000              | 3060 – 3080                   | 40 (55) – 55 (75)          | 4                 | 2,5               | 2.000             |
| VP 4600              | 4630 ISM/ARM – 4655 VRM       | 16,7 (22,7) – 34,8 (47,3)  | 3 oder 4          | 1,1, 1,6 oder 2,2 | 1.190 – 1.370     |
| VP 7000              | 7075 IS - AR – 7085 IS - AR   | 52 (70) – 56 (76)          | 4                 | 2,9               | 2.205 – 2.285     |
| VP 9000              | 90105 IS - AR – 90115 IS - AR | 70 (95) – 75 (102)         | 4                 | 2,9               | 2.205 – 2.285     |